# 飯田台
飯田台（いいだだい）は、千葉県佐倉市の大字。2017年10月31日現在の人口は0人。郵便番号285-0031。

## 地理
周囲は飯田に隣接している。

## 小・中学校の学区
市立小・中学校に通う場合、学区は以下の通りとなる。
| 地域 | 小学校             | 中学校             |
| ---- | ------------------ | ------------------ |
| 全域 | 佐倉市立内郷小学校 | 佐倉市立佐倉中学校 |

## 施設
- 飯田協同館